# Viljemina
Viljemina je  žensko osebno ime.

## Izvor imena
Ime Viljemina je različica ženskega osebnega imena Vilma.

## Pogostost imena
Po podatkih Statističnega urada Republike Slovenije je bilo na dan 31. decembra 2007 v Sloveniji število ženskih oseb z imenom Viljemina: 66.

## Osebni praznik
Osebe z imenom Viljemina lahko godujejo takrat kot Vilme.